# Dope Hat
Dope Hat – singel promujący debiutancki album studyjny grupy Marilyn Manson pt. Portrait of an American Family. Został nagrany na taśmę demo zespołu, The Family Jams, wydaną w roku 1993.